# Glyphodes shafferorum
Glyphodes shafferorum là một loài bướm đêm trong họ Crambidae.